# Castillo-Nuevo
Castillo-Nuevo (en basque unifié Gazteluberri) est une municipalité de la Communauté forale de Navarre (Espagne), son nom en roncalais est Gaztuluberri.
Elle est située dans la zone non bascophone de la province et à 78 km de sa capitale, Pampelune. Le castillan est la seule langue officielle alors que le basque n’a pas de statut officiel. C'est le village qui compte la plus petite population et densité de toute la Navarre.

## Toponyme
La traduction de l'espagnol est Château-Nouveau. Ce village a été probablement fondé tardivement vers la fin du XIIe siècle, quand les habitants d'Elesa, dépeuplé aujourd'hui et situé à 2 km du lieu actuel qu’est Castillonuevo, ont été obligés de se déplacer pour des raisons de défense. La population s'est située alors aux pieds d'un nouveau château qui avait été construit pour défendre la frontière orientale de la Navarre. Ce château a été celui qui a baptisé ainsi la localité avec le nom de Castillo-Nuevo.
Au XVIe siècle quand la Navarre fut conquise par Ferdinand II d'Aragon, dit "Le Catholique", ce dernier ordonna la démolition de tous les châteaux frontaliers de la Navarre et entre autres celui de Castillo-Nuevo, ce pourquoi il ne reste actuellement aucune trace du château. Le nom du village a été Castillonuevo, Castillo Nuevo ou Castillo-Nuevo.
Pour les roncalais, ils l’appelaient anciennement Gaztuluberri en langue basque, nom qui signifie dans le dialecte roncalais précisément la même chose qu'en espagnol soit Château Nouveau. L'Académie de la langue basque ou Euskaltzaindia, a établi que le nom du village en basque unifié sera Gazteluberri, très semblable au nom traditionnel.
Bien que les voisins des vallées de Roncal et de Salazar soient historiquement bascophones et appartiennent à la Zone Linguistique Mixte de Navarre, Castillonuevo se trouve dans une zone romanisée depuis fort longtemps et le castillan est l'unique langue officielle. De plus, ce village donne l’impression d’être enclavé car il est plus connecté géographiquement avec Salvatierra de Esca et ses 260 habitants en Aragon qu’avec le reste de la Navarre.

## Administration
| 2007 | José Hernández Aristu | Unión del Pueblo Navarro UPN |
| 2003 | José Hernández Aristu | Unión del Pueblo Navarro UPN |

## Démographie
| Évolution démographique                                       | Évolution démographique | Évolution démographique | Évolution démographique | Évolution démographique | Évolution démographique | Évolution démographique | Évolution démographique | Évolution démographique | Évolution démographique | Évolution démographique |
| 1996                                                          | 1998                    | 1999                    | 2000                    | 2001                    | 2002                    | 2003                    | 2004                    | 2005                    | 2006                    | 2007                    |
| ------------------------------------------------------------- | ----------------------- | ----------------------- | ----------------------- | ----------------------- | ----------------------- | ----------------------- | ----------------------- | ----------------------- | ----------------------- | ----------------------- |
| 27                                                            | 27                      | 25                      | 22                      | 21                      | 20                      | 19                      | 20                      | 19                      | 18                      | 18                      |
| Sources: Castillonuevo et instituto de estadística de navarra |                         |                         |                         |                         |                         |                         |                         |                         |                         |                         |

### Sources
- (es) Cet article est partiellement ou en totalité issu de l’article de Wikipédia en espagnol intitulé « Castillonuevo » (voir la liste des auteurs).